# 国道472号
国道472号（こくどう472ごう）は、富山県射水市から岐阜県郡上市に至る一般国道である。

## 概要

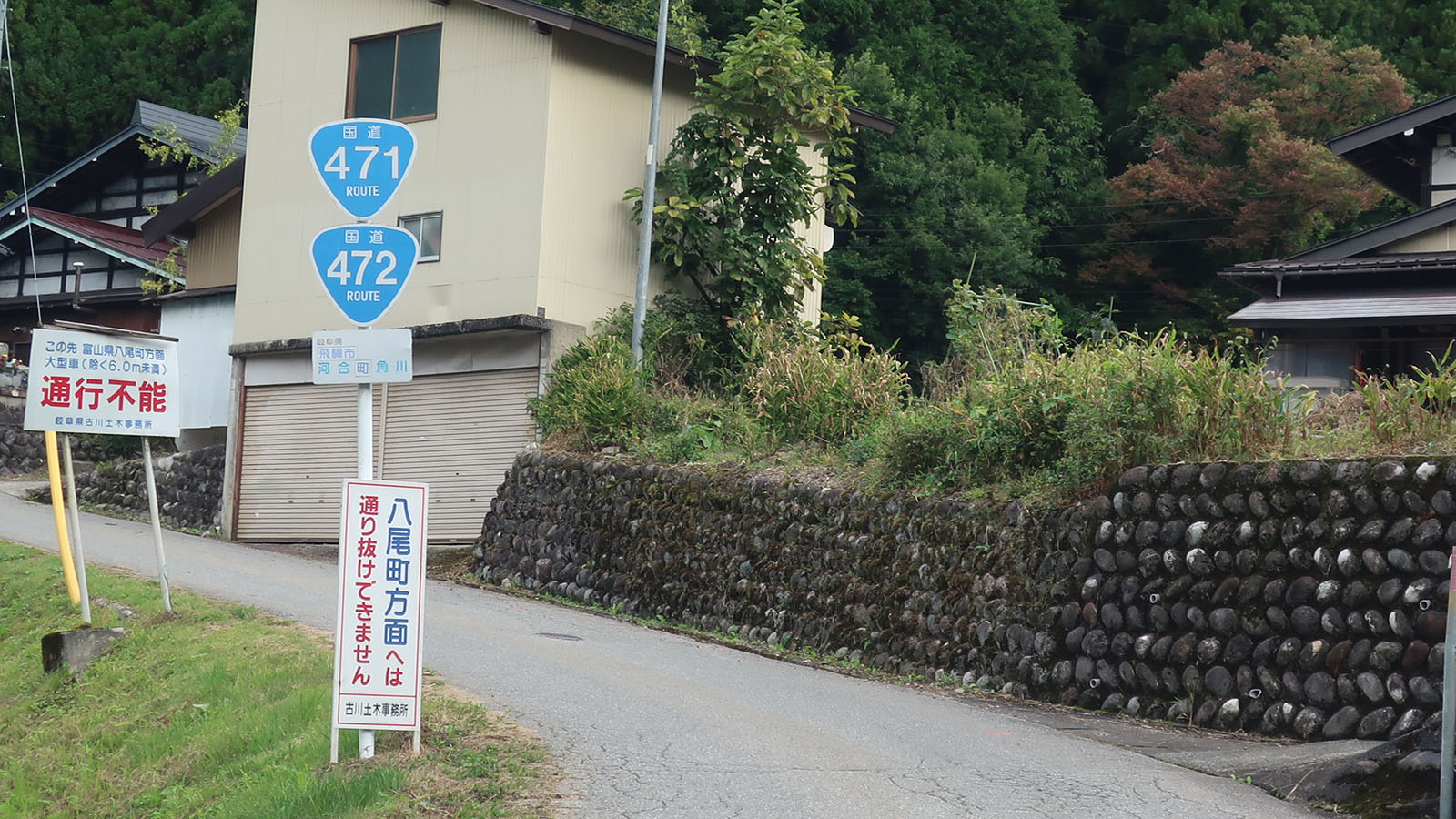
岐阜県飛騨市河合町の
楢峠入口付近
この先、富山市八尾町地区までの区間で通行できない日が多い。

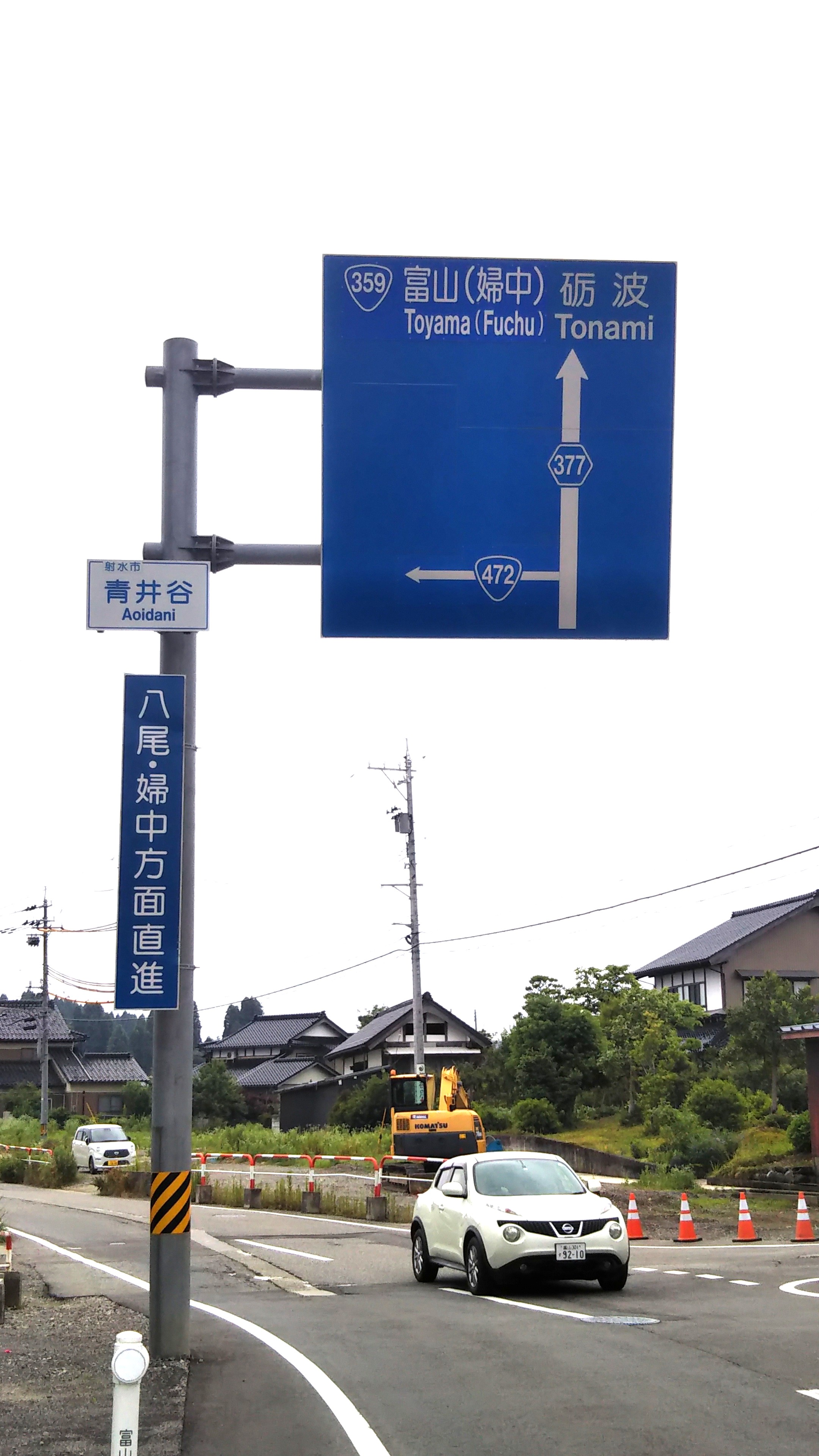
富山県射水市青井谷の分岐手前で、婦中・八尾方面への利用者に、狭隘で危険な国道472号への左折を避け、富山県道小杉吉谷線への直進迂回を促している。

起点から北陸自動車道小杉ICまでと高山市内の国道41号重複区間内は4車線（片側2車線）であるが、それ以外の区間は1 - 2車線である。
富山県富山市八尾町栃折の国道471号交点から岐阜県高山市清見町大原の国道257号交点までの約140 kmは、他の国道との重複区間である。このうち、国道471号との重複区間である、岐阜・富山県境付近の楢峠を含む区間は、豪雪地帯の山越えであるため、6月 - 11月までしか通行できない。さらに、頻繁に側壁崩壊・路肩欠損するため、これらの復旧が終わり実際に通行できるのは冬期通行止直前のごくわずかの期間であることが多い。また、高山市荘川町三尾河から同市清見町楢谷までの区間については、車道が通じていない。

### 路線データ
一般国道の路線を指定する政令に基づく起終点および重要な経過地は次のとおり。
- 起点：射水市（新港の森（西）交差点 = 国道415号交点）
- 終点：岐阜県郡上郡八幡町[注釈 2]（城南町交差点 = 国道156号交点）
- 重要な経過地：富山県婦負郡婦中町[注釈 3]、同郡八尾町[注釈 3]、岐阜県吉城郡河合村[注釈 4]、同郡古川町[注釈 4]、高山市、同県大野郡清見村[注釈 5]、同郡荘川村[注釈 5]
- 総延長 : 187.8 km（富山県 57.0 km、岐阜県 130.8 km）重用延長を含む[2][注釈 6]
- 重用延長 : 120.5 km（富山県 19.1 km、岐阜県 101.4 km）[2][注釈 6]
- 未供用延長 : なし[2][注釈 6]
- 実延長 : 67.3 km（富山県 37.9 km、岐阜県 29.4 km）[2][注釈 6]
  - 現道 : 66.8 km（富山県 37.4 km、岐阜県 29.4 km）[2][注釈 6]
  - 旧道 : 0.5 km（富山県 0.5 km、岐阜県 - km）[2][注釈 6]
  - 新道 : なし[2][注釈 6]
- 指定区間：国道41号と重複する区間（岐阜県飛騨市古川町野口 - 高山市・上岡本町南交差点）[3]

## 歴史
- 1973年（昭和47年） - 現・射水市内の臨港線が開通[4]。
- 1976年（昭和51年）12月 - 現・射水市内の臨港線鏡宮交差点付近378m（海側250m、山側128m）を幅員7.5mの4車線に拡幅する工事が完了[5]。
- 1978年（昭和52年）10月27日 - 八尾古川線改良促進期成同盟会が国道昇格を陳情[6]。
- 1983年（昭和58年）1月10日 - 新湊高山線国道昇格期成同盟会を6月頃発足を目指すとした[7]。
- 1993年（平成5年）4月1日 - 主要地方道新湊婦中線（富山県道34号）および主要地方道八尾古川線（富山県道39号・岐阜県道10号）、主要地方道高山八幡線（岐阜県道73号）の一部などが一般国道へ昇格するかたちで一般国道472号を路線認定[8]。
- 2010年（平成22年）4月1日 - 飛騨美濃道路が無料化される。

## 路線状況

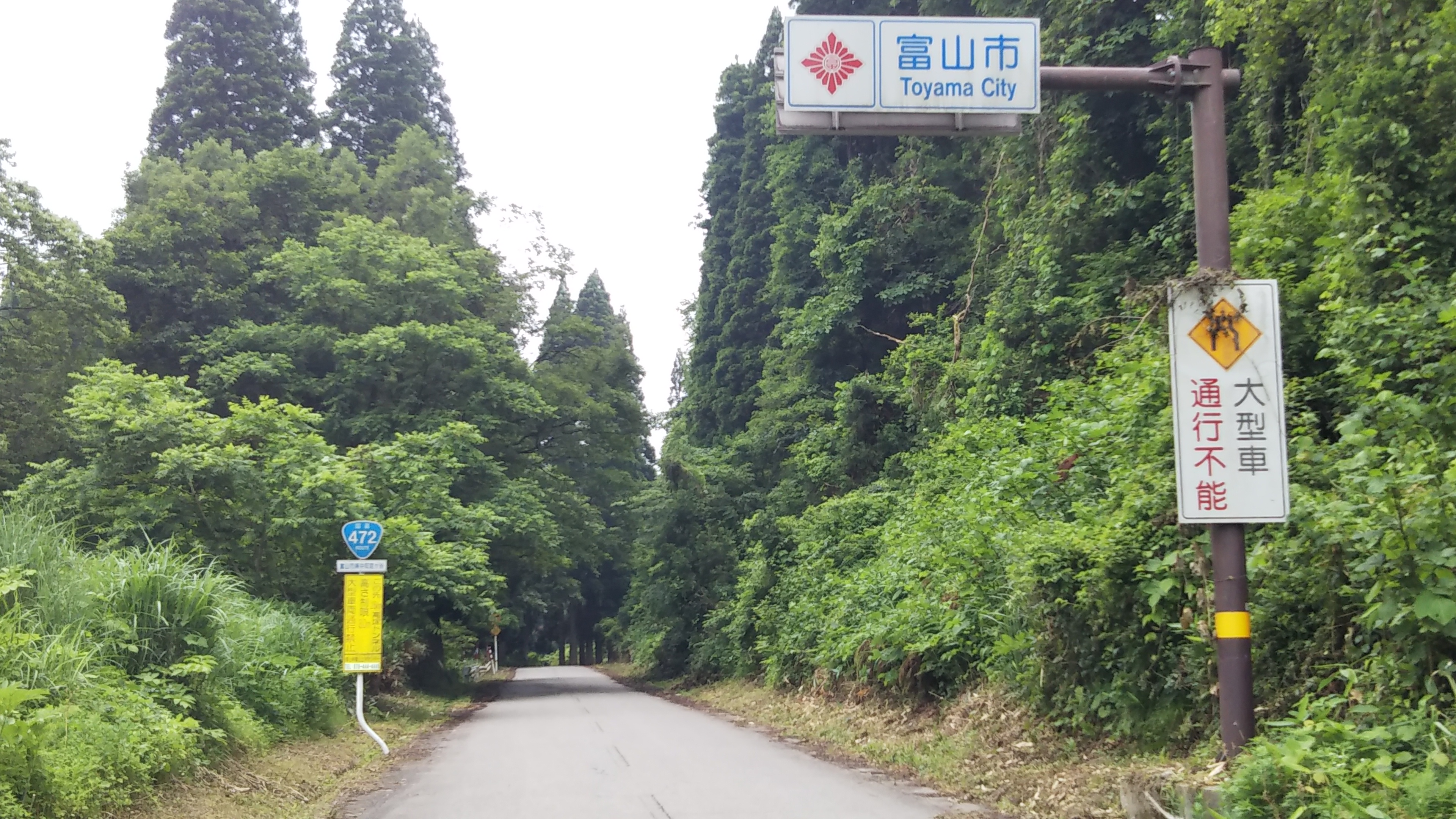
射水市と富山市の市境。

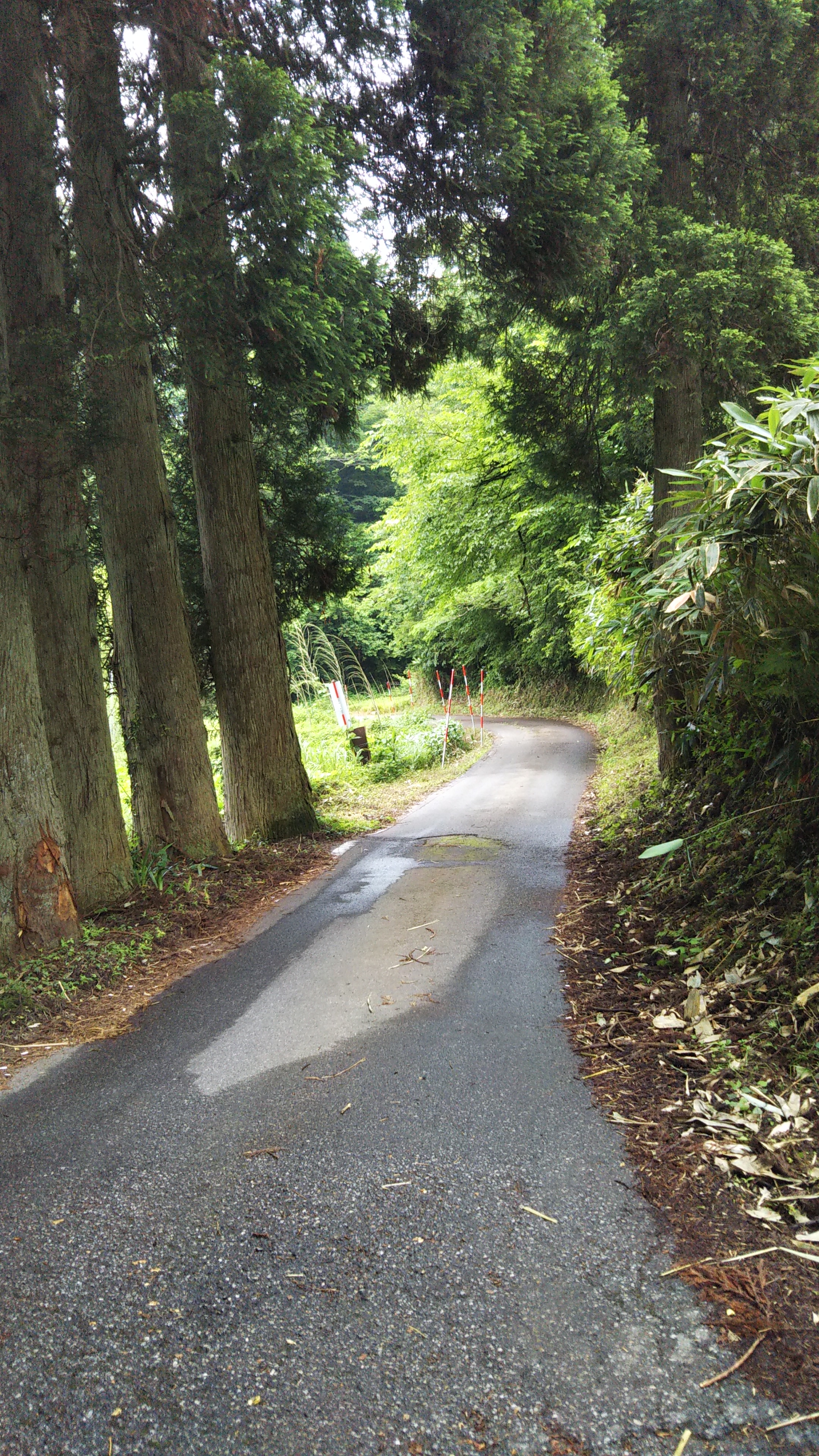
富山市婦中町での狭隘区間。

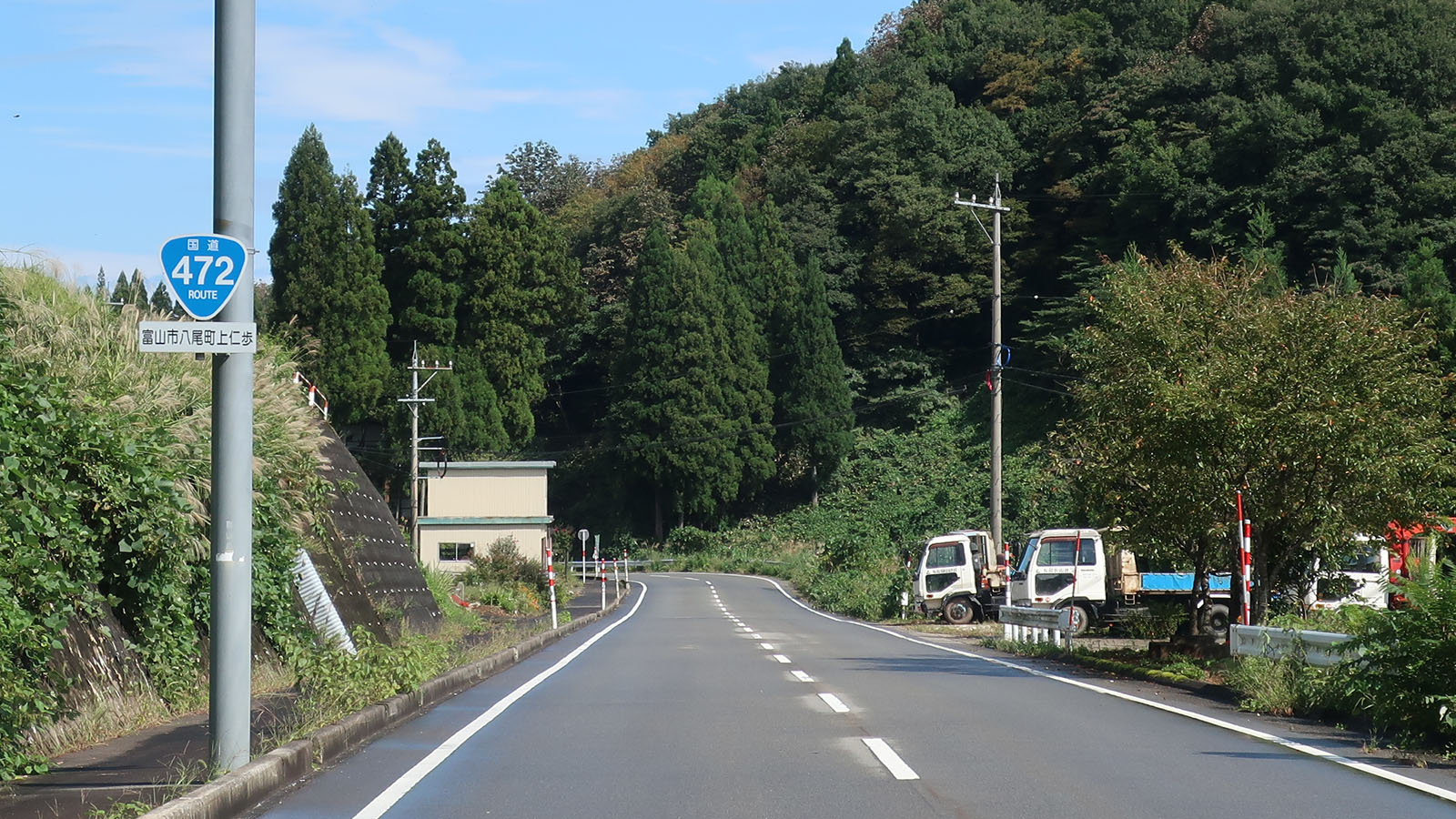
富山市八尾町上仁歩
(2019年9月)

### 別名
- 郡上街道
- 飛騨街道
- 白川街道
- せせらぎ街道（郡上市、高山市）
- 飛騨美濃道路（岐阜県郡上市明宝奥住 - 高山市清見町大原）

### バイパス・改良事業など
- 婦中バイパス（富山県富山市婦中町長沢 - 富山県婦負郡八尾町奥田、延長3.6 km） - 一部開通済み
- 正間茗ケ島道路（富山県富山市八尾町正間 - 同市八尾町茗ケ島、延長2.6 km） - 一部開通済み
- 三尾河バイパス（岐阜県高山市清見町麦島 - 同市荘川町三尾河、延長7.5 km） - 一部開通済み

### 重複区間

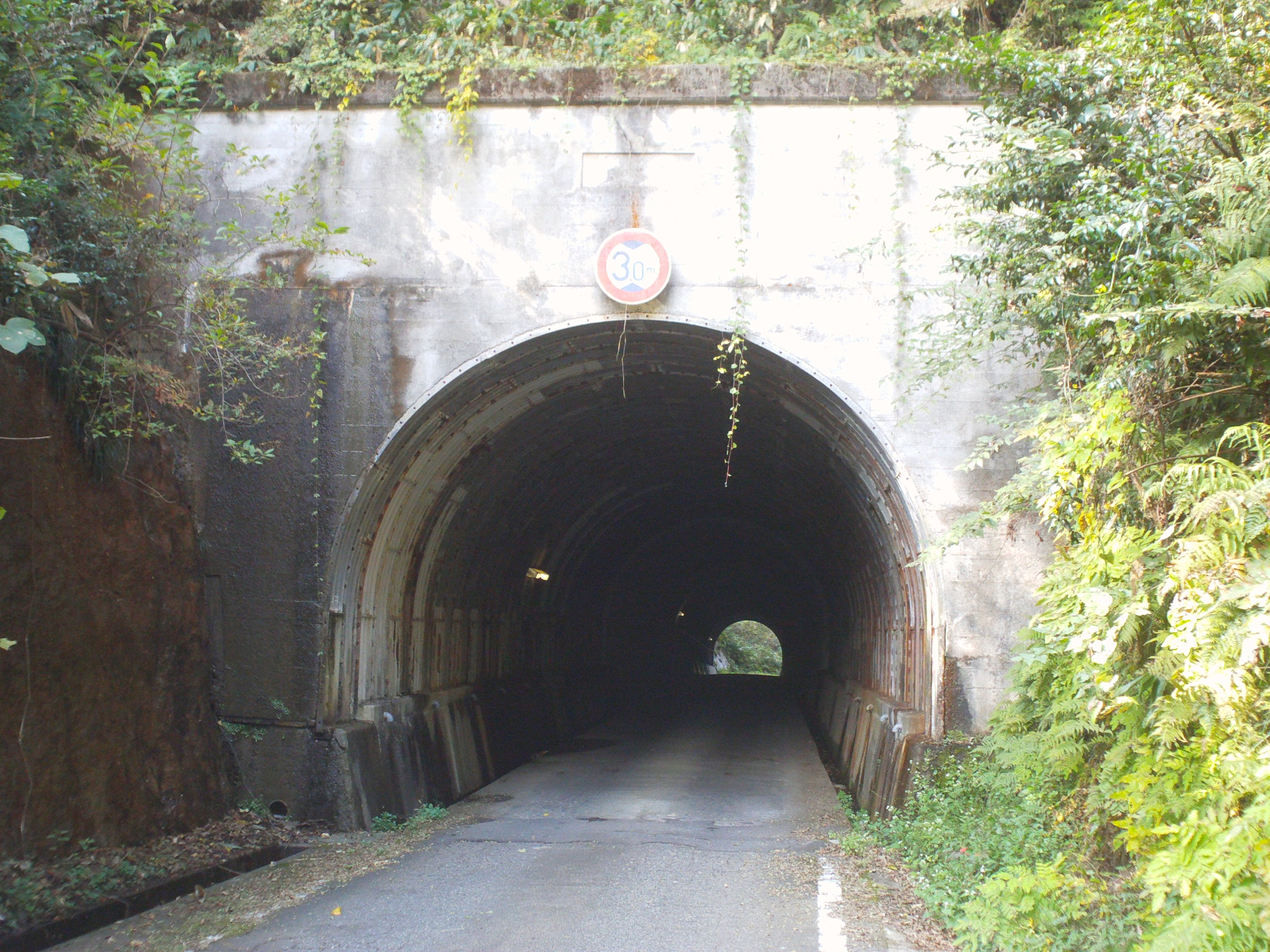
富山市高塚、高塚トンネル
（2011年11月）

- 国道359号（富山県富山市婦中町外輪野 - 富山市婦中町長沢・長沢（西）交差点）
- 国道471号（富山市八尾町栃折 - 岐阜県飛騨市古川町野口）
- 国道360号（岐阜県飛騨市河合町角川 - 飛騨市宮川町大無雁・河合橋東詰）
- 国道41号（岐阜県飛騨市古川町野口 - 高山市上岡本町3丁目・上岡本町南交差点）
- 国道158号（岐阜県高山市上岡本町3丁目・上岡本町南交差点 - 高山市荘川町三尾河）
- 国道257号（岐阜県高山市荘川町三尾河 - 高山市清見町大原）
- 国道256号（岐阜県郡上市八幡町旭・八幡大橋南交差点 - 郡上市八幡町城南町・城南町交差点（終点））

このうち、国道360号と重複する岐阜県飛騨市河合町角川 - 同市宮川町大無雁は、国道471号とも重複している。

### 道路施設

#### 橋梁
- 富山県
  - 十三石橋

#### トンネル
- 富山県
  - 正間トンネル

#### 道の駅
- 富山県
  - カモンパーク新湊（射水市）
- 岐阜県
  - ななもり清見（高山市）
  - パスカル清見（高山市）
  - 明宝（郡上市）

### 車両通行不能区間
- 岐阜県高山市荘川町三尾河 - 同市清見町麦島
  - 当区間は車道が通じておらず、この区間を結ぶ三尾河バイパスを建設中であるが、2011年から工事が中止され2024年現在も再開されていない。
- また、道路時刻表では楢峠が不通扱いになっている。

## 地理

### 通過する自治体
- 富山県
  - 射水市 - 富山市
- 岐阜県
  - 飛騨市 - 高山市 - 郡上市

### 交差する道路
- 国道415号（射水市作道・新港の森（西）交差点：起点）
- 国道8号（射水市鏡宮・鏡宮交差点）
- 北陸自動車道（射水市上野・小杉IC前交差点）
- 国道359号（富山市婦中町外輪野）
- 国道359号（富山市婦中町長沢・長沢（西）交差点）
- 国道471号（富山市八尾町栃折）
- 国道360号（岐阜県飛騨市河合町角川）
- 国道360号（飛騨市宮川町大無雁・河合橋東詰）
- 国道41号、国道471号（飛騨市古川町野口）
- 国道41号、国道158号（高山市上岡本町3丁目・上岡本町南交差点）
- 国道158号、国道257号（高山市荘川町三尾河）
- 国道256号（郡上市八幡町旭・八幡大橋南交差点）
- 国道156号（郡上市八幡町城南町・城南町交差点：終点）

### 主な峠
- 楢峠（標高1,220 m）：岐阜県飛騨市
- 小鳥峠（標高1,002 m）：岐阜県高山市
- 松ノ木峠（標高1,086 m）：岐阜県高山市
- 新軽岡峠（標高1,150 m）：岐阜県高山市
- 坂本峠（標高979 m）：岐阜県高山市 - 岐阜県郡上市